# جائزة محمد إبراهيم بوعلو
جائزة محمد بوعلو للقصة القصيرة جدا (بالفرنسية: Prix Mohamed Brahim Bouallou de la nouvelle très courte) هي جائزة أدبية مغربية تمنح لقصص قصيرة جدا. هي مسماة باسم الكاتب محمد إبراهيم بوعلو وتنظمها جمعية التواصل الثقافي بالفقيه بن صالح. في 2007، الجائزة الأولى ذهبت إلى ملكة شجعي والمرتبة الثانية للبنى اليزيدي والمرتبة الثالثة لسامي دكاكي.